# Clàssica de Sant Sebastià 1981
La Clàssica de Sant Sebastià 1981, 1a edició de la Clàssica de Sant Sebastià, és una cursa ciclista que es va disputar l'11 d'agost de 1981. El vencedor final fou el basc Marino Lejarreta, de l'equip Teka, seguit pel britànic Graham Jones i l'espanyol Faustino Rupérez.

## Classificació general
|    | Ciclista                           | Equip      | Temps      |
| -- | ---------------------------------- | ---------- | ---------- |
| 1  | Marino Lejarreta (ESP)             | Teka       | 6h 09' 24" |
| 2  | Graham Jones (GBR)                 | Peugeot    | + 2' 16"   |
| 3  | Faustino Rupérez (ESP)             | Zor-Helios | m. t.      |
| 4  | Ismael Lejarreta (ESP)             | Teka       | m. t.      |
| 5  | Bernardo Alfonsel López (ESP)      | Teka       | m. t.      |
| 6  | Alberto Fernández Blanco (ESP)     | Teka       | m. t.      |
| 7  | Juan Fernández Martín (ESP)        | Kelme      | + 3' 50"   |
| 8  | Felipe Yáñez de la Torre (ESP)     | Teka       | m. t.      |
| 9  | Guillermo de la Peña Garrido (ESP) | Zor-Helios | + 4' 23"   |
| 10 | Jesús Suárez Cueva (ESP)           | Kelme      | + 5' 04"   |